# Die Another Day (песня)
Die Another Day — песня Мадонны из фильма о Джеймсе Бонде «Die Another Day» («Умри, но не сейчас»).

## История песни
Песня была создана в качестве основной музыкальной темы фильма. Мадонна работала над песней и клипом в соавторстве с Мирваисом Ахмадзаи.
Песня просочилась в Интернет в начале октября 2002 года ещё до официального релиза. Трек был выпущен как сингл 22 октября под лейблом Maverick, а затем был включен в девятый студийный альбом певицы American Life (2003) и сборник ее лучших хитов, Celebration (2009).
Песня имела коммерческий успех, достигнув восьмого места на американском Billboard Hot 100 и была самой продаваемой танцевальной песней в США в 2002 и 2003 годах. «Die Another Day» достигла вершины хит-парадов в Канаде, Италии, Румынии и Испания и попала в десятку лучших в ряде стран мира.
Клип изображает Мадонну пленницей в камере пыток. Сцены избиений и насилия чередуются со сценами фехтовального поединка между добрыми (одетыми в белое) и злыми (одетыми в черное) персонажами. Раны, нанесенные обоим фехтовальщикам, отражаются на заключенной. Однако в конце клипа ей удается избежать смертельного удара током в камере.
Мадонна использовала раритетные декорации и реквизит, которые уже долгое время хранились в музеях Голливуда. Так, в «Die Another Day», в частности, использовались золотой пистолет, рапиры и мечи из легендарных фильмов «Звёздные войны. Эпизод V» и «Лунный гонщик». Бюджет видео составил более шести миллионов долларов, что сделало его одним из самых дорогих клипов в истории музыки.
В клипе использовались иудейские религиозные тексты; в частности, на плече героини видны буквы ламед, алеф и вав. Это вызвало негодование многих религиозных иудеев, которые сочли подобную практику кощунственной.

## Участники записи
Источники: альбом American Life, буклет сингла Die Another Day.
- Мадонна — ведущий вокал , бэк-вокал, автор песен , продюсер
- Ахмадзай, Мирвэ — автор песен, продюсер, программирование
- Тим Янг — аудио-мастеринг в студии Metropolis, Лондон
- Марк «Спайк» Стент — сведение в Olympic Studios и Westlake Audio
- Мишель Коломбье — струнная аранжировка
- Джефф Фостер — струнный звукорежиссёр в AIR Lyndhurst Studios , Лондон
- Том Ханнен — помощник звукорежиссёра
- Саймон Чейнджер — помощник звукорежиссёра
- Тим Ламберт — помощник звукорежиссёра
- Мерт и Маркус — фотография
- Фрэнк Мэддокс — художественное направление, дизайн